# HD 128429
Désignations
HD 128429 est une étoile binaire située à une distance de 88 années-lumière du Soleil dans la constellation de la Balance. Elle a une teinte jaune-blanc et est à peine visible à l'œil nu avec une magnitude apparente de 6,20. Le système dérive plus près du Soleil avec une vitesse radiale de -66 km/s et a un mouvement propre élevé, traversant la sphère céleste à la vitesse de 0,945" par an. Il s'agit d'un système d'étoiles à grande vitesse bien connu avec une vitesse héliocentrique nette de 158,8 km/s. Le système orbite à travers la galaxie avec une excentricité de 0,62, ce qui le porte d'aussi près que 4,1 à 17,5 kpc du centre galactique.

## Système binaire
Cette étoile s'est avérée être un système binaire basé sur les variations des données de vitesse radiale collectées par Hipparcos. La paire a une période orbitale de 2,97 ± 0,21 années avec des données photométriques donnant une séparation angulaire de 21,28 ± 2,88 mas. Les observations du Gaia DR2 fournissent un demi-grand axe linéaire estimé à 1,589 UA. L'excentricité de l'orbite est inconnue, mais a été supposée être proche du zéro.
Le membre visible de ce système, désigné composant Aa, a un type spectral F6V. Superficiellement, elle ressemble à une étoile jaune-blanc de la séquence principale vieille de 2 à 3 milliards d'années qui génère de l'énergie grâce à la fusion nucléaire dans le noyau. Cependant, l'étoile présente des anomalies difficiles à expliquer par le processus normal de formation des étoiles. Le premier est l'orbite à grande vitesse de l'étoile à travers la Voie lactée, ce qui serait très difficile à réaliser pour une jeune population d'étoiles. La seconde est un rapport d'abondance fer/magnésium [Fe/Mg] anormalement faible. Cela suggère fortement qu'il s'agit d'une ancienne étoile de population II qui s'est formée au début de la phase d'explosion stellaire de la galaxie il y a environ 12 milliards d'années — une période au cours de laquelle des niveaux élevés de magnésium ont été libérés lors des explosions de supernovas d'étoiles massives. Les deux anomalies peuvent s'expliquer par un transfert de masse qui a transformé une étoile beaucoup plus ancienne en une traînarde bleue.
Les preuves suggèrent que le compagnon, Ab, est une naine blanche qui a évolué à partir d'une naine jaune avec une masse similaire à celle de l'étoile primaire actuelle. Lorsque le composant Ab est devenu une géante rouge, il a débordé de son lobe de Roche et un transfert de masse a eu lieu. La naine blanche a désormais moins de la moitié de la masse du Soleil, ayant transféré une fraction substantielle de sa masse au primaire actuel. L'interaction aurait circularisé l'orbite de la paire.

## Caractéristiques
L'étoile primaire actuelle a 1,32 fois la masse du Soleil et 1,39 fois le rayon du Soleil. Elle a une faible métallicité et est totalement dépourvu de lithium. L'étoile tourne avec une vitesse de rotation projetée de 16,2 km/s. Elle rayonne 2,75 fois la luminosité du Soleil depuis sa photosphère à une température effective de 6 341 K. Le système est une source d'émission de rayons X.